# Lima, Quận Pepin, Wisconsin
Lima là một thị trấn thuộc quận Pepin, tiểu bang Wisconsin, Hoa Kỳ. Năm 2010, dân số của thị trấn này là 671 người.